# Поплавок белоснежный
Поплаво́к белосне́жный (лат. Amanita nivalis) — гриб из рода Мухомор (Amanita) семейства Мухоморовые (Amanitaceae). Съедобен.

## Описание

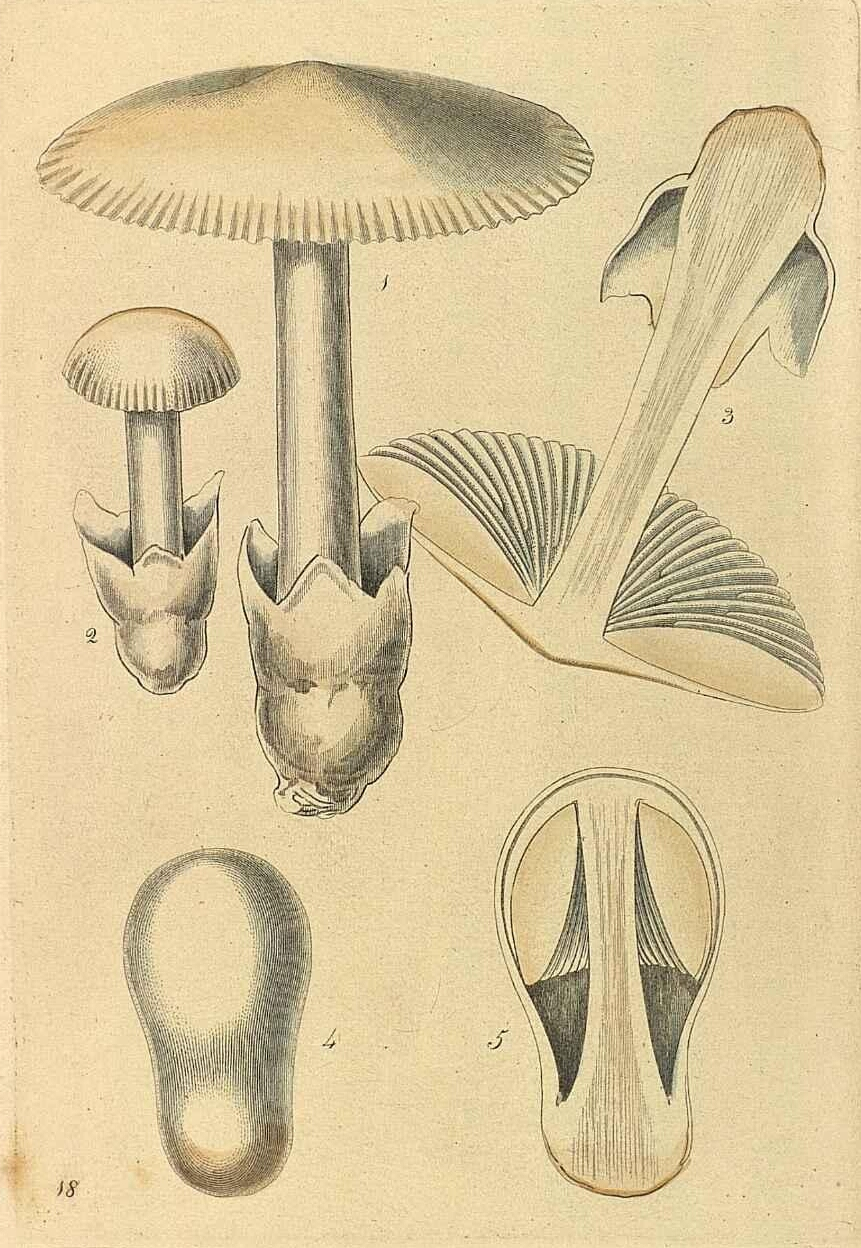
Рисунок Р. К. Грейвилла

Шляпка диаметром 3—7 см, вначале колокольчатая, затем выпуклая или выпукло-распростёртая, в середине мясистая с хорошо выраженным центральным бугорком, край рубчатый. Кожица белая, в центре светло-охряная.
Мякоть белая, на срезе не изменяется, без особого вкуса и запаха.
Ножка  7—10 см в высоту и 1—1,5 см в диаметре, цилиндрическая, у основания расширенная, выполненная, позже с полостями. Поверхность белая, с возрастом становится серой.
Пластинки свободные, частые, расширенные к краю шляпки, возле ножки узкие. Имеются пластиночки разных размеров.
Остатки покрывала: вольва широкая, мешковидная, белая; кольцо на ножке отсутствует; молодая шляпка часто покрыта белыми хлопьями, которые затем исчезают.
Споровый порошок белый.
Микроскопические признаки: споры 9—13 мкм, округлые, гладкие, содержат 1—2 флуоресцирующие капли; базидии четырёхспоровые, 60—70×15—18 мкм; трама пластинок билатеральная, гифы шириной 3—18 мкм; гифы кожицы шляпки состоят из клеток шириной до 3 и длиной до 25 мкм.

## Экология и распространение
Растёт в широколиственных и смешанных лесах, чаще в горах, встречается до высоты 1200 м н.у.м., редок. Известен в Западной Европе (Британские острова, Франция, Швеция, Германия, Швейцария, Прибалтика, Белоруссия, Украина), в Азии (Казахстан, Китай, Алтайский край), а также в Гренландии.
Сезон июль — сентябрь.

## Сходные виды
Другие виды поплавка, все они условно-съедобны.
От других мухоморов легко отличается по отсутствию кольца.